# Valeriaaschero
Valeriaaschero is een geslacht van kevers uit de familie van de loopkevers (Carabidae). De wetenschappelijke naam van het geslacht is voor het eerst geldig gepubliceerd in 2004 door Erwin.

## Soorten
Het geslacht Valeriaaschero omvat de volgende soorten:
- Valeriaaschero flora Erwin, 2004
- Valeriaaschero nigrita Erwin, 2004